# Замытье
За́мытье — село в Рамешковском районе Тверской области. Относится к сельскому поселению Высоково. До 2006 года центр Замытского сельского округа. По данным переписи 2002 года население — 225 жителей. Расположено в 8 километрах к юго-западу от районного центра Рамешки, на левом берегу реки Медведицы, на автодороге Рамешки — Замытье — Никольское — Вырец.
В 1997 году — 101 хозяйство, 229 жителей. Почта, специальная (коррекционная) общеобразовательная школа-интернат, клуб, библиотека, медпункт, несколько магазинов.

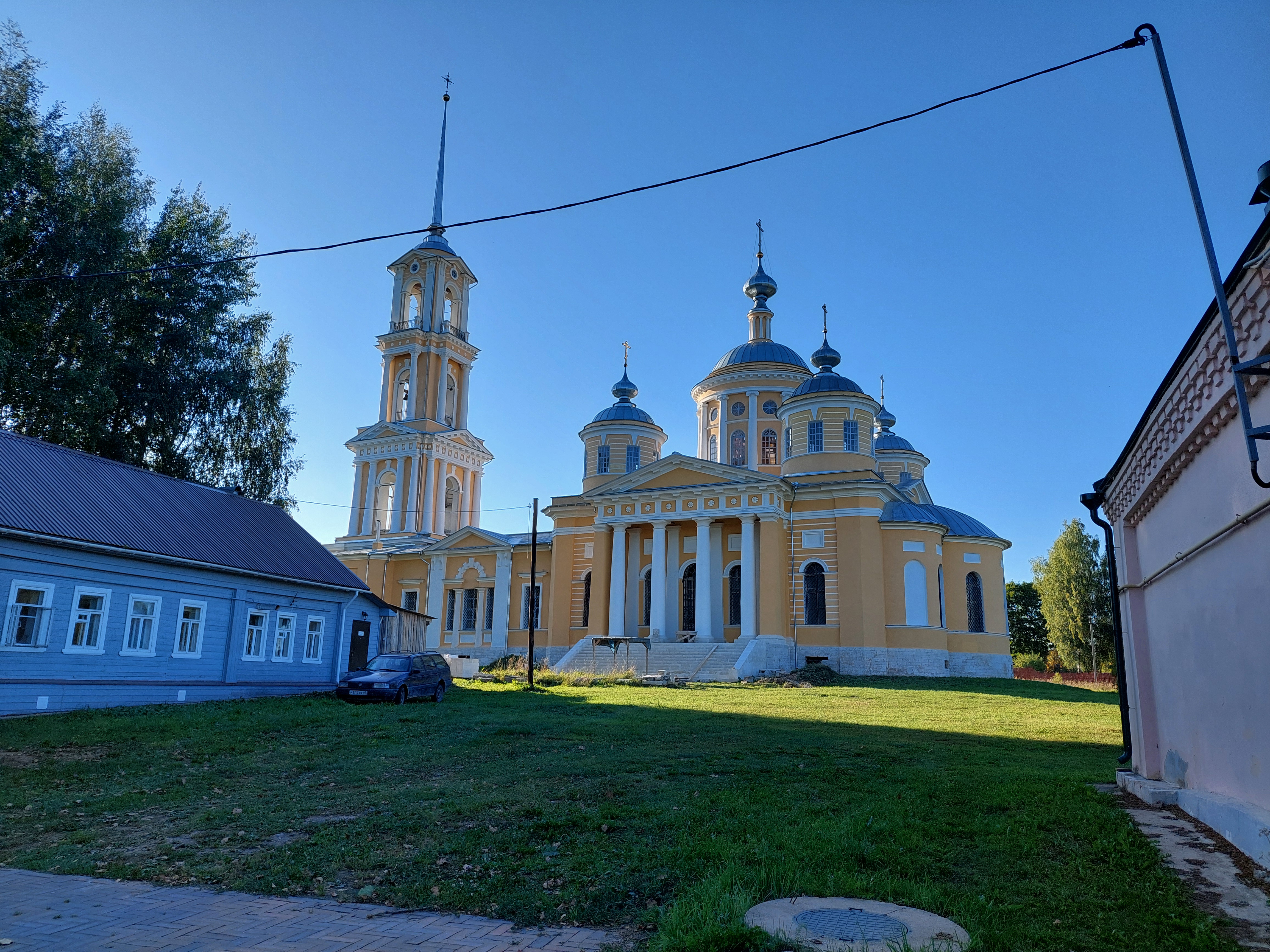
Церковь в Замытье

## История
Первое упоминание в документах — XVI век. Название скорее всего от слова «мыт» — пошлина. Южнее, на пограничье между Новгородской землей и Тверским княжеством были мытницы, заставы для сбора проездной пошлины. В XIX веке Замытье и большинство окрестных деревень были во владении князей Голицыных.
Во второй половине XIX века село Замытье центр волости и прихода Бежецкого уезда Тверской губернии. В это время село становится крупным промышленным и торговым центром (крупнейшим в южной части Бежецкого уезда). В 1880-х годах работали заводы по выделки кож для сапог, 2 круподерки, 2 кузницы по производству гвоздей, 6 лавок, 2 трактира, 2 питейный заведения. В 1890-х годах появились новые заводы по производству кирпича, кожи, трикотажная фабрика, маслобойня, колбасный и бараночный цеха. К этом времени было уже 8 лавок и обустроенные торговые ряды, 13 чайный и питейных заведений, булочная лавка. Еженедельно по воскресеньям в Замытье проводились ярмарки.
- В 1859 году во владельческом селе Замытье (второе название — Спасское) 74 двора, 595 жителей.
- В 1833 году освящена каменная Преображенская церковь (вместо старой, деревянной).
- В 1887 году — 109 дворов, 679 жителей.
- В 1891 году открывается церковно-приходская школа.
- В 1893 году открывается земская больница.
- В 1917 году на выборах в Учредительное собрание в Замытской волости победили большевики (62 % голосов).
- В 1920 году 189 дворов, 1046 жителей.
- В 1932 году в результате большого пожара сгорели 360 жилых и нежилых строений.
- В ходе коллективизации образована сельхозартель (затем колхоз) им Блюхера.
- В 1936 году село Замытье центр Замытского (Блюхеровского) сельсовета, 121 хозяйство, население — 408 человек, в том числе в колхозе — 54 хозяйства, 227 человек. Работала также трикотажная артель «Кооператор».
- В 1950-е годы — центральная усадьба колхоза «Борьба».
- В 1965 году колхоз «Борьба», преобразован в совхоз «Рамешковский».
- В 1999 году в 104 домах постоянно проживали 245 человек, 30 домов принадлежали наследникам и дачникам.
- В 2002 году (перепись) — 225 жителей (93 мужчины и 132 женщины).
- В 2008 году — 218 жителей.
- В 2011 году Спажевым Геннадием Вячеславовичем создан благотворительный фонд "Преображенский собор" для восстановления церкви в селе Замытье. [2]
- С 2014 года в сельском храме стали проводиться регулярные службы [2]
- В 2018 году в селе открыли "Первую народную чайную"[2]
- В 2023 году практически завершена основная часть наружных работ по восстановлению храмаЦерковь Преображения Господня, апрель 2023

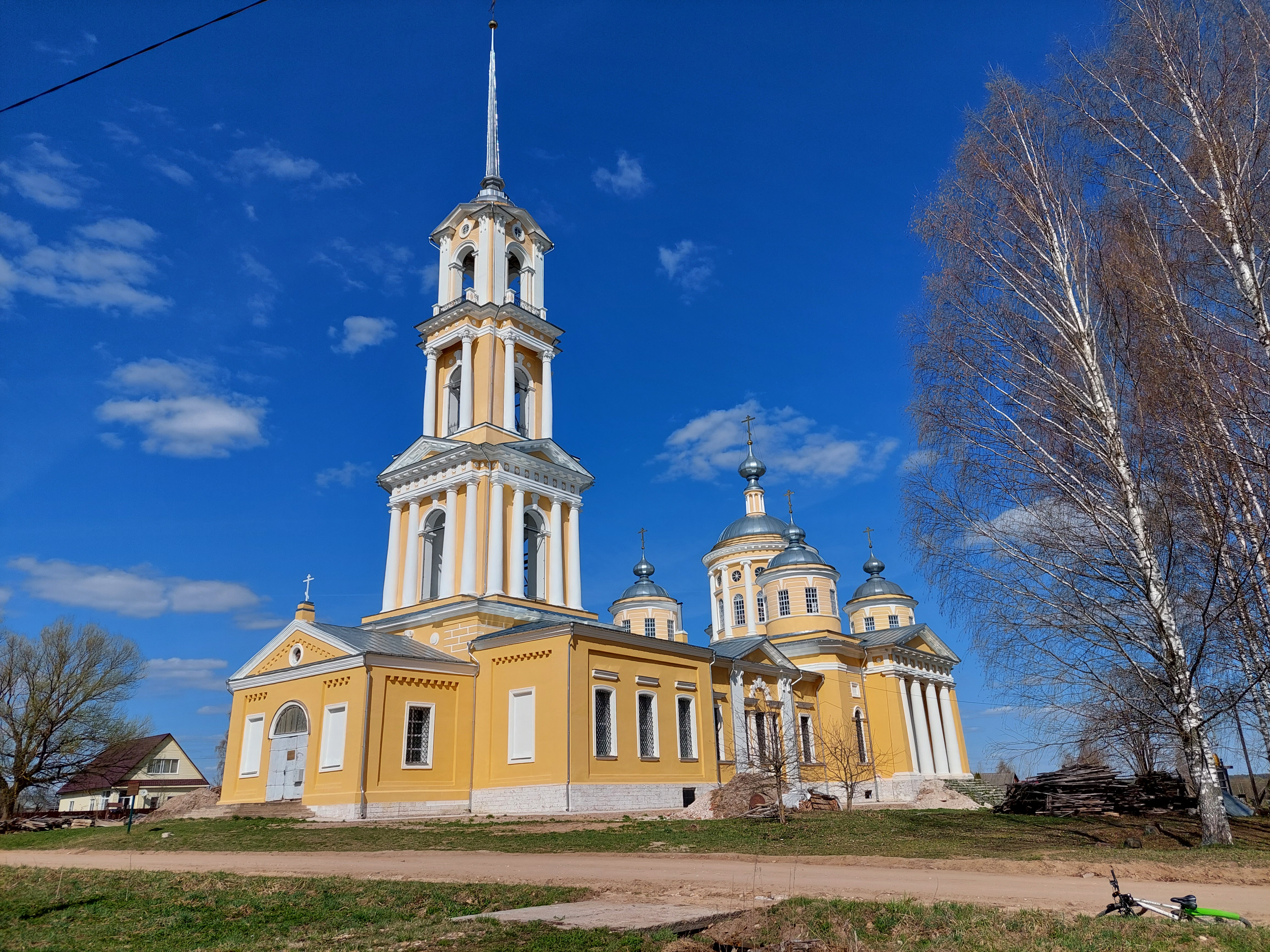
Церковь Преображения Господня, апрель 2023

- За 2024 год Историко-культурный комплекс "Замытье", организованный на базе села, посетило около 3000 туристов [2]

## Население
| 1859 | 1897 | 1936 | 1989 | 2002 | 2008 | 2010 |
| ---- | ---- | ---- | ---- | ---- | ---- | ---- |
| 535  | ↗645 | ↘408 | ↘226 | ↘225 | ↘218 | ↘168 |

## Достопримечательности
- Церковь Спаса Преображения[5].
- Музейный комплекс, в составе которого: музей сельских ремёсел «Кормилец и умелец», гончарная мастерская и «Первая народная чайная» с воссозданой атмосферой чайной начала XX века. Открыт в июле 2019 года в восстановленном здании торговых рядов, расположенном в центре села[6].

## Известные люди
- Митрополит Феогност (Лебедев) (1829—1903) — родился в с. Замытье Тверской губернии.
- В селе родился Николай Крюков (1915—1993), советский актёр театра и кино.